# Qingnianhuparken
Qingnianhuparken eller Qingnianhu Gongyuan (kinesiska: 青年湖公园) är en park i Peking i Kina. Qingnianhuparken ligger norr om norra Andra ringvägen nordväst om Andingmen.  Öster om Qingnianhuparken ligger Jordens tempel.
Qingnianhu Gongyuan ligger 50 meter över havet. Terrängen runt Qingnianhu Gongyuan är mycket platt. Runt Qingnianhu Gongyuan är det mycket tätbefolkat, med 5 399 invånare per kvadratkilometer.. Runt Qingnianhu Gongyuan är det i huvudsak tätbebyggt.
| Pekings tunnelbana |         |                    |
|                    | Linje 2 | Andingmen (安定门) |